# Morfología de suelo
La morfología de suelo son los atributos observables a campo del suelo dentro de los varios horizontes de suelo, con la descripción de la clase y el arreglo de los horizontes. C.F. Marbut vinculó la morfología de suelo con las teorías de la pedogénesis para la clasificación de suelo ya que las teorías de la génesis de los suelos son tanto efemerales como dinámicas.
Los atributos observables ordinariamente descriptos a campo incluyen: composición, forma, estructura del suelo, organización del suelo, color base del suelo y asuntos como moteados, distribución radicular, poros, evidencia de materiales traslocados como carbonatos, hierro, manganeso, carbono, arcilla, consistencia del suelo.
Las observaciones se llevan a cabo en un perfil de suelo. Un perfil es un corte vertical, de dos dimensiones, en el suelo y de un lado del pedón. El pedón es la unidad tridimensional más pequeña del suelo, y no debe tener menos de 1 m², para adquirir el rango lateral de variabilidad.

## Micromorfología
Mientras la micromorfología de suelo comenzaba a marchar con la rutina y uso cuidadoso de una lupa 10x, mucho más puede describirse con una descripción de secciones finas hechas al suelo, con la ayuda de un microscopio petrográfico de luz polarizada. La muestra de suelo puede impregnarse con una resina epoxi, y más comúnmente con una resina poliéster (cristica 17449) y cortada en rebanadas de 0,03 mm de espesor, examinando el paso de luz a través del plasma de la sección delgada de suelo.

### Porosidad
La porosidad del tope de suelo típicamente decrece con el aumento de la granulometría. Esto se debe a que la formación de agregados de suelo en suelo más finamente de superficies texturadas cuando son sujetos de los procesos biológicos de suelo. La agregación involucra la adhesión de partículas, y más alta resistencia a la compactación. Una densidad aparente de un suelo arenoso está entre 1,5- 1,7 g/cm³. Esto calcula su porosidad entre 0,43-0,36. Una densidad aparente de un suelo arcilloso es de 1,1- 1,3 g/cm³, dando una porosidad de 0,58-0,51. Así puede intuitivamente ir entendiendo por qué los suelos arcillosos son pesados, implicando menor porosidad. Lo pesado aparentemente se refiere al contenido de humedad gravitacional, en combinación con la terminología de las fuerzas relativas requeridas para empujar aperos de labranza a través de un suelo arcilloso y un contenido de humedad a campo comparado con arena.
La porosidad del suelo subsuperficial es más bajo que el superficial debido a la compactación por gravedad. Una porosidad de 0,2 es considerada normal para gravas no mezcladas, a profundidades por debajo del manto biológico. La porosidad en materiales más finos debajo de la influencia agregante de la pedogénesis, con expectativas de aproximarse a ese valor.
La porosidad del suelo es compleja. Los modelos tradicionales tomaban a la porosidad como un continuo. Esta falla producía acontecimientos anómalos y sólo producía resultados aproximados. O sea que no es posible ayudar al modelo a copiar los factores ambientales que afectan la geometría de los poros. Se han propuesto un número de más complejos modelos, incluyendo fractales, teoría de la burbuja, teoría del cracking, procesos de función booleana, esferas empacadas, y numerosos otros modelos.

## Composición de suelo por métodos de laboratorio

### Textura de suelo
Un experimentado edafólogo puede determinar la textura del suelo a campo con cierta seguridad, pero no a todos los suelos se les puede apreciar a campo su textura. El mineral textural puede estar obstruido por alta materia orgánica, óxidos de hierro, aluminosilicatos amorfos o de corto rango, y carbonatos. 
La textura del suelo son las relaciones relativas de los componentes texturales:
- arena
- limo
- arcilla,

más frecuentemente reportados como porcentajes de la masa. Los métodos de laboratorio emplean pretratamientos químicos para cesar el efecto de la materia orgánica, óxidos de hierro, aluminosilicatos amorfos o de corto rango, y carbonatos.